# Eric Voegelin
Eric Voegelin (* 3. Januar 1901 in Köln als Erich Hermann Wilhelm Vögelin; † 19. Januar 1985 in Palo Alto, Kalifornien) war ein deutsch-US-amerikanischer Politikwissenschaftler und Philosoph.

## Biografie
Voegelin wuchs in Wien auf und studierte, nach Studienaufenthalten in den USA und Frankreich, an der Universität Wien (unter anderem bei Hans Kelsen und Othmar Spann). Dort promovierte er und lehrte seit 1928 Gesellschaftslehre und allgemeine Staatstheorie. Nach dem Anschluss Österreichs an das Deutsche Reich 1938 emigrierte Voegelin, von der Gestapo mit Passentzug bedroht, im Juli über die Schweiz in die USA. Er wurde 1944 amerikanischer Staatsbürger. Eric Voegelin unterrichtete an einigen amerikanischen Universitäten, bevor er 1942 dem Department of Government an der Louisiana State University in Baton Rouge beitrat. 1958 wurde er auf den Lehrstuhl Max Webers an die Ludwig-Maximilians-Universität München berufen, der seit dessen Tod 1920 unbesetzt war, und begründete das Geschwister-Scholl-Institut für Politische Wissenschaft. Nach seiner Emeritierung kehrte Voegelin 1969 in die USA zurück und arbeitete von 1969 bis 1974 als Henry Salvatori Distinguished Scholar und von 1974 bis zu seinem Tod 1985 als Senior Research Fellow an der Hoover Institution on War, Revolution and Peace der Stanford University.
Sein ehemaliger Lehrstuhl in München wurde 1982 in die internationale Eric-Voegelin-Gastprofessur der Sozialwissenschaftlichen Fakultät umgewandelt.
Seine Hauptwerke sind The New Science of Politics (dt. Die Neue Wissenschaft der Politik, 1959) sowie Order and History (Vol. I–V, 1956–1987), dessen deutsche Version Ordnung und Geschichte seit 2007 in 10 Bänden vollständig vorliegt.

## Werk
Voegelins Schaffen kann man grob in zwei Phasen unterteilen: Die erste vor seiner Emigration in die USA, während der er den Anschluss an die politische Rechte suchte und sich unter anderem zur Rassenfrage und zum autoritären Staat äußerte. Die zweite nach seiner Emigration in die USA, die mit einer Transformation seiner autoritären Auffassungen zu einem religions- und geschichtsphilosophisch fundierten politischen Weltbild einhergingen.

### Voegelins Rasse-Bücher
Nach einer Orientierungsphase Anfang der 1920er Jahre setzte sich Voegelin mit den Weltanschauungen seiner Zeit auseinander, zeitweise auch des George-Kreises. 1933 veröffentlichte Voegelin seine beiden Bücher Rasse und Staat und Die Rassenidee in der Geistesgeschichte. Beide kann man als Voegelins Versuch verstehen, den Rasse-Diskurs geistesgeschichtlich einzuordnen und seine Bedeutung für eine Theorie des Staates kritisch zu reflektieren. In der Tat fand insbesondere das Buch Rasse und Staat im nationalsozialistischen Deutschland große Aufmerksamkeit. Voegelin versucht in seinen Rassebüchern in Anknüpfung an Ludwig Ferdinand Clauß, Carl Gustav Carus und Othmar Spann eine radikale Kritik am in der nationalsozialistischen Ideologie dominierenden Biologismus im Rassedenken. Auch wenn er „völlig überzeugt [ist], daß das Bluterbe von größter Bedeutung für das geistige Gesamtwesen des Menschen ist“ (Rasse und Staat, S. 87), bleibt der biologische Reduktionismus des Menschen durch die Rassenidee im Zentrum seiner Kritik: „Ein Angsttraum der Gedanke, wir sollten die Menschen, denen wir folgen und die wir uns nahe kommen lassen, nicht am Blick, am Wort und der Gebärde erkennen, sondern am Schädelindex und den Proportionszahlen der Extremitäten“ (Die Rassenidee in der Geistesgeschichte, S. 23).
Voegelin bemühte sich zu dieser Zeit auch intensiv um berufliche Kontakte nach Deutschland, konnte jedoch (vor allem aufgrund seiner Gegenpositionen zur herrschenden Ideologie) keine (bezahlte) Anstellung an einer deutschen Universität erlangen. Das Rassenthema trat danach nur noch sporadisch auf, z. B. in kurzen Kommentaren über die Rassentheorie von Loránd Eötvös. In einem späteren, im amerikanischen Exil entstandenen Aufsatz wird die Rassenidee eindeutig und ausschließlich als politische Ideologie thematisiert. Später fanden Voegelins Zwillingsstudien zum Rassenthema großen Anklang in Intellektuellenkreisen, bei Said wie auch bei Hannah Arendt, die in ihrer sog. Totalitarismusstudie (S. 245) das Werk Rasse und Staat als „die beste geistesgeschichtliche Darstellung des Rassebegriffs“ bezeichnete.

### Der autoritäre Staat
Politisch bekannte sich Voegelin Mitte der 30er Jahre zum österreichischen Ständestaat. In dieser Zeit veröffentlicht Voegelin sein Werk Der autoritäre Staat: Ein Versuch über das österreichische Staatsproblem (1936), worin er den Dollfuß-Putsch (siehe Austrofaschismus) und den dadurch entstandenen Ständestaat befürwortet. Gegen Pluralität setzt er Gemeinschaft. Dabei lehnt er sich eng an das autoritäre und totalitäre Staatsdenken von Dollfuß, Carl Schmitt, Ernst Rudolf Huber und Ernst Jünger an, während er zugleich die Reine Rechtslehre von Hans Kelsen einer scharfen Kritik unterzieht. Für Voegelins geistige Entwicklung ist das Werk über den autoritären Staat insofern von Bedeutung, als er sich darin einen autoritären politischen Standpunkt erarbeitet, der – anders als die beiden Rassebücher Voegelins – auch in den nach der Emigration in die USA entstandenen Werken, besonders in Die Neue Wissenschaft der Politik, deutlich nachwirkt.
Voegelin hat später in seiner Autobiographie den Versuch unternommen, das Buch über den autoritären Staat als einen Versuch zur Verteidigung der Demokratie umzudeuten. Tatsächlich ist die Ausrichtung des Werkes aber eindeutig antiliberal und antidemokratisch, was besonders an der darin enthaltenen Kelsen-Kritik deutlich wird.

### Politische Religionen
Mit dem bereits kurz vor seiner Emigration in die USA entstandenen Werk Die Politischen Religionen (1938) begann Voegelins spätere Schaffensphase. Voegelins Schriften dieser Phase sind größtenteils stark geisteswissenschaftlich und historisch geprägt, obwohl er sich selbst stets als Politikwissenschaftler verstand und bis heute seine größte Rezeption in diesem Fach erfährt. Seine Werke überschreiten jedoch häufig die Grenzen des Faches und knüpfen an Theologie, Philosophie, Alte Geschichte und Klassische Philologie an.
Weil die totalitären Bewegungen, die für ihn tief in der Moderne wurzeln, die Religion verdrängt haben, nahmen sie nach seinem Verständnis selbst religiösen Charakter an. In Die politischen Religionen (1938) prägte Voegelin dafür den Begriff „Politische Religion“, der suggeriert, es gebe Parallelen zwischen den Strukturen von totalitären Regierungssystemen und denen von Religionen, und zwar in ihren Funktionsweisen und in der Art der Mobilisierung von Massen. Voegelin stützt seine These dabei auf folgende Grundideen:
- Kommunismus und Faschismus sind Begleiterscheinungen von Säkularisierungsvorgängen.
- Das Versprechen von Heil und Erlösung geht über politische Programme hinaus.
- Der Führer wird als Messias präsentiert.
- Das utopische Element stellt die Gegenwart stark unter Vorbehalt.
- Die Rolle von Ritualen und Festen schafft Gemeinschaft.
- Totalitäre Bewegungen wollen esoterisch bleiben.
- Der Totalitarismus 'überwindet' die Säkularisierung.

Voegelin selbst war sich jedoch bewusst, dass eine solche Deutung einer weit gefassten Definition von Religion als Grundlage bedarf:

„Um die politischen Religionen angemessen zu erfassen, müssen wir daher den Begriff des Religiösen so erweitern, daß nicht nur die Erlösungsreligionen, sondern auch jene anderen Erscheinungen darunter fallen, die wir nicht in der Staatsentwicklung als religiöse zu erkennen glauben; und wir müssen den Begriff des Staates daraufhin prüfen, ob er wirklich nichts anderes betrifft als weltlich-menschliche Organisationsverhältnisse ohne Beziehung zum Bereich des Religiösen.“

Das tut der Staat nach Voegelin eben gerade nicht. Die „Beziehung zum Bereich des Religiösen“ muss wiederhergestellt werden, um eine erneute Fehlentwicklung mit desaströsen Folgen zu vermeiden.

### Holistischer Ansatz der Politischen Wissenschaft
Sein Begriff von Politischer Wissenschaft ist holistisch. Er versteht darunter die Wissenschaft von der Ordnung des menschlichen Lebens und ihrer Interpretation durch die in ihr lebenden Menschen. Menschliche Ordnungen im Sinn Voegelins finden sich bereits im alten Ägypten und den anderen orientalischen Reichen. In Ordnung und Geschichte zeichnet er diese Entwicklung bis in die Neuzeit nach. In Anlehnung an seine eigene spezifische Platon-Interpretation bezeichnet er konkrete menschliche Ordnungen als Ausdruck verbreiteter Ordnungsvorstellungen der jeweiligen Zeit. Diese Vorstellungen liegen im Bewusstsein der einzelnen Menschen, weshalb Politikwissenschaft für Voegelin Bewusstseinsphilosophie sein muss. Den Ausdruck von Ordnungsvorstellungen in konkreten politischen Ordnungen nennt Voegelin „Repräsentation“.
Voegelin gehört neben Hannah Arendt, Leo Strauss, Wilhelm Hennis, Dolf Sternberger, Michael Oakeshott und Henning Ottmann zu den Vertretern des normativen Ansatzes in der politischen Theorie, auch wenn er selbst eine derartige Klassifikation schon als ein ideologisches Unternehmen bezeichnet hätte. Voegelin unterscheidet prinzipiell drei verschiedene Typen von Ordnungsvorstellungen (er nennt sie Wahrheitstypen): die kosmologische Wahrheit der orientalischen Reiche, die anthropologische Wahrheit der griechischen Klassik und die soteriologische Wahrheit des Christentums. In der Kombination der beiden letztgenannten erkennt er seine Vorstellung von idealer Ordnung. Sein Menschenbild lehnt sich an die philosophische Anthropologie Max Schelers an. Er begreift den Menschen als verschiedenen Stufen des Seins zugehörig, vom rein Vegetativ-Sinnlichen bis zur Transzendenz. Diese Dimensionen müssen sich nach Voegelin in politischen Ordnungen wiederfinden, sollen sie dem Menschen angemessen sein. Dies ist bei Platon und Aristoteles (oder den mystischen Philosophen, wie er sie nennt) gegeben, aber noch unvollständig:

„Die Erfahrungen, die von den mystischen Philosophen in einer Theorie vom Menschen ausgelegt wurden, betonen alle die menschliche Seite der Orientierung der Seele zur Gottheit. Die Seele wendet sich einem Gott zu, der in seiner unbeweglichen Transzendenz verharrt; sie bewegt sich auf die göttliche Realität zu, trifft aber auf keine antwortende Bewegung aus dem Jenseits.“

Hier setzt nach Voegelin das Christentum an:

„Die Erfahrung einer wechselseitigen Beziehung mit Gott, […] der Gnade, die der Natur des Menschen eine übernatürliche Form auflegt, ist der spezifische Unterschied der christlichen Wahrheit gegenüber der anthropologischen. Die Offenbarung dieser Gnade in der Geschichte durch die Inkarnation des Logos in Christus erfüllte erkennbar die auf den Advent gerichtete Bewegung des Geistes bei den mystischen Philosophen.“

Die Konkretisierung dieses Idealbildes von Ordnung sieht Voegelin im Römischen Reich und danach in seinem mittelalterlichen Nachfolger. Dabei will er nicht wehleidig die Opfer bejammern oder nach Fortschritten suchen, sondern die monumentale Größe gelten lassen. Seit der Neuzeit regieren nur noch Ideologien ohne Maßstäbe. Vor allem gegen Hegels Geschichtsdenken richtet sich dies, das er für eine falsche Vergöttlichung der Geschichte und Größenwahnsinn hält, ein Krebsgeschwür. Mit Augustinus meint er: „Beim Studium der Kreaturen sollte man keine eitle und verderbliche Neugierde üben, sondern zu dem aufsteigen, was unsterblich ist und ewig.“
Seit dem hohen Mittelalter sieht er, beginnend in religiösen Untergrundbewegungen, Kräfte am Werk, die diese Ordnung zerstören, indem der transzendente Bezug politischer Ordnungsvorstellungen beseitigt wird. Voegelin nennt diese Kräfte nach einer frühchristlichen Sekte gnostisch. Aus dieser Perspektive deutet er die Moderne als Verfallsgeschichte unter gnostischem Vorzeichen. In den Totalitarismen seiner Zeit sieht er diesen Prozess zu einem schrecklichen Höhepunkt kommen.
Aber nicht nur die totalitären politischen Bewegungen, sondern die meisten modernen philosophischen und politischen Strömungen sind für Voegelin mehr oder weniger stark von der Gnostik affiziert. Besonders in seinem Werk „Die Neue Wissenschaft der Politik“ verwendet Voegelin den Begriff „gnostisch“ und die Charakterisierung als „Gnostiker“ zur polemischen Beschreibung dieser Strömungen. Für Voegelin beruhen sie auf einem Verlust des religiösen Erfahrungshintergrunds, von dem für ihn sowohl die Ordnung der menschlichen Existenz als auch die der Gesellschaft abhängen.
Damit die religiösen Erfahrungen für die Gesellschaft ordnungsstiftend werden können, müssen sie in „symbolisierter“ Form mitgeteilt werden. Die Symbolisierungen der Erfahrung, zwischen Göttern und Tieren zu leben, finden sich im Ursprung religionsbegründender Texte ebenso wie – Voegelins Deutung zufolge – in den philosophischen Schriften Hesiods, Platons, Kants oder Hegels. Und die Ausdifferenziertheit der Symbole sowie ihre Korrektheit entscheiden, ob der jeweilige philosophisch-religiöse Text in seinem Symbolgehalt die Erfahrungswirklichkeit verbiegt oder adäquat wiedergibt.
Voegelin zeigt nun, wie der Versuch, die conditio humana zu sprengen, zuerst die Grenzen menschlicher Erfahrung sprengt: der Denker will gottgleich werden, das heißt, er will Erlösung im Leben in der Welt finden. Der Ideologe will „die Ordnung aller Dinge schauen, wie sie in Gott sind“.
Dies führt zu phantastischen Konzepten der Selbsterlösung und Selbstvergottung. Voegelin zeigt wie beispielsweise bei Hegel gleichsam wie in einem Zauberkunststück „die endgültige Erlösung durch die Parousia des JENSEITS in dieser Welt“ vollbracht werden soll. Er fasst zusammen:

„Nach dem Evangelium war der Logos im ANFANG mit Gott; jetzt stellt sich heraus, dass der ANFANG nur ein Anfang in der Zeit ist, der zu seiner vollen Offenbarung, zu seinem wahren modernen ENDE im Geist von Hegels Logik kommt.“

Voegelin zeigt dann, wie dieses Kunststück zur Abschaffung der Philosophie – für Voegelin der Ausdruck eben der Erfahrung im Zwischenbereich zwischen Tier und Gottheit zu existieren – führen will.
Die Neue Wissenschaft der Politik, kurz nach dem Zweiten Weltkrieg verfasst, ist dann seine Therapie für die von ihm konstatierte, schon lange schwelende Krise. Es geht ihm um einen radikalen Neuansatz, der die Fehlentwicklung, deren fatalen Höhepunkt er gerade erlebt zu haben glaubte, von Grund auf korrigiert und das heißt: von ihren frühesten historischen Wurzeln her.
Kritiker, wie Hans Kelsen sehen darin jedoch weniger einen Neuansatz als vielmehr die Rückkehr zu überkommenen Vorstellungen, die die Trennung von Religion und Politik rückgängig machen wollen. Insbesondere kritisiert Kelsen, dass Voegelin durch die summarische Beschreibung moderner Geistesströmungen als „gnostisch“ jedes Differenzierungsvermögen verliert und sich dabei selbst auf das Niveau von Propaganda begibt:

„Voegelin kann die Tatsache nicht verschleiern, dass er die Vorstellungen seiner politischen Gegner verzerrt, indem er sie ‚Gnostiker‘ nennt. Dieser Ausdruck wird, angewandt auf die Politik der westlichen Gesellschaft im Allgemeinen und die Demokratische Partei der Vereinigten Staaten und die liberalen Intellektuellen im Besonderen, zu einem Schimpfwort herabgesetzt. … Es bedeutet genau dasselbe, was gemeint ist, wenn auf dem niedrigsten Niveau von Propaganda diejenigen, die nicht mit der eigenen Meinung übereinstimmen, als Kommunisten verleumdet werden.“

### Ordnung und Geschichte
Das Opus Magnum von Voegelin ist Order and History, das auch in deutscher Sprache unter dem Titel Ordnung und Geschichte in 10 Bänden erschien. Voegelins Werk beginnt anspruchsvoll, aber relativ konventionell mit einer Untersuchung des Beginns der Wahrheitssuche der Mythendichter, der Interpreten von Offenbarungen und der Philosophie der Antike. Die spirituellen Erfahrungen, die etwa Echnaton in Ägypten und Moses oder Hesiod machen, führen zu Ordnungssymbolen und danach zu gesellschaftlichen Ordnungstypen. So treten menschliche Ordnungen im Verlauf der Geschichte auf, deren Sinn durch die artikulierten Symbole und Symbolordnungen von innen her durch Exegese sichtbar und verständlich gemacht werden.
Die kosmologischen Mythen Vorderasiens und die Spekulationen der Vorsokratiker werden von der hellenischen Philosophie eines Platon oder Aristoteles abgelöst, welche die menschliche Existenz in einer neuen Symbolik deuten. Daneben beschreibt das Werk die Symbolisierungen der jüdischen Offenbarungserfahrungen, deren Dynamik in der Absicht liegt, die Geschichte als eine besondere Ebene der Selbstinterpretation der Menschen in die Gesellschaft einzuführen. Voegelins Suche nach einer Ordnung im Denken, in der Gesellschaft und in der Geschichte führt zu einer besonderen Symbolisierung, der zufolge „die Geschichte der Ordnung die Ordnung der Geschichte“ enthüllt. Wenn bei Platon das Verhältnis der Menschen zum Transzendenten im Zentrum seiner Philosophie steht, so ergänzt Voegelin diese Sinnfindung durch das Verhältnis des Menschen und seines Denkens zur Geschichte. Die Geschichte wird zu einem besonderen Existenz- und Interpretationsmodus menschlichen Seins.
An dieser Stelle und mit dieser Fragestellung bricht die Kontinuität des Werkes ab. Die Bände VIII und IX und der nach dem Tode des Denkers veröffentlichte Band X der deutschen Ausgabe revidieren die bisher in den Bänden I bis VII entwickelte Konstruktion. Jetzt deckt Voegelin in selbstkritischer Analyse den „Traum“ aller Geschichtsphilosophen als Versuch auf, sich ans Ende oder doch ans vorläufige Ende der Geschichte zu stellen. Voegelin entlarvt die „Hexereien“, welche die Geschichtstheoretiker oder „Geschichtsphilosophen“ verschiedener Provenienz anwenden, um dem „Ganzen“ einen Sinn anzudichten. Es handelt sich um spirituelle Herrschsucht, die dieses irre Denken dominiert. Es verzichtet auf Wahrheitssuche, um Herrschaft zu konstituieren. Laut Voegelin gibt es „keine Geschichte, die von ihrem Anfang bis zu ihrem glücklichen oder unglücklichen Ende erzählt werden kann.“
Zwar sind sowohl die Entstehung als auch die Entwicklung und Reifung von Zivilisationen durch Sinnlinien bestimmt, in welche die Handlungen der Gründer, Reformatoren und anderer Großer eingeordnet werden. Auch gibt es anfängliche geistig-spirituelle Entwicklungen, die sich im Denken und in Philosophien fortsetzen, wobei sich Sinnlinien des Aufsteigens und Abfallens erkennbar zeigen. Dennoch: ein Gesamtsinn „der Geschichte“ ist nicht erkennbar. Es gibt zwar Sinn in der Geschichte; aber die Geschichte hat keinen erkennbaren Sinn.

## Rezeption und Voegelin-Forschung
Voegelins programmatische Erneuerung der Politikwissenschaft ist ohne Nachahmer geblieben, was wahrscheinlich an ihrem extensiven historischen Anspruch und ihrer sehr speziellen Geschichtsphilosophie liegt.
Sein Ansatz, den Totalitarismus als Politische Religion zu interpretieren, ist dagegen vielfach und äußerst fruchtbar aufgenommen worden. Vor dem Hintergrund des Erstarkens der religiösen Konflikte könnte sich das Verhältnis von Politik und Religion, wozu Voegelin bedeutende Arbeiten geleistet hat, als neue Herausforderung für die Politikwissenschaft erweisen.
Zahlreiche Schriften Voegelins, die wegen ihres Entstehens in den USA bisher nur auf Englisch verfügbar waren, sind ins Deutsche übertragen worden. Dies geschah am Eric-Voegelin-Archiv am Münchner Geschwister-Scholl-Institut für Politische Wissenschaft. Dort findet auch eine rege Voegelin-Forschung statt, die in den fortlaufend erscheinenden Occasional Papers dokumentiert wird.
Die rund 5000 Bände umfassende Privatbibliothek Eric Voegelins befindet sich heute im Besitz des politikwissenschaftlichen Instituts der Friedrich-Alexander-Universität Erlangen-Nürnberg, wo sie als geschlossene Sammlung der wissenschaftlichen Öffentlichkeit zugänglich ist.
An Zentren ausländischer Voegelin-Forschung sind insbesondere zu nennen das Eric Voegelin Institute for American Renaissance Studies der Louisiana State University und das Centre for Voegelin Studies an der Universität Manchester.
Ein auffälliges Merkmal der Voegelin-Rezeption ist, dass sie lange Zeit sehr stark von ehemaligen Schülern Voegelins dominiert war. Es gibt daher relativ wenig kritische Stimmen zu Voegelin und insbesondere die frühe, autoritäre Phase in Voegelins politischem Denken ist in der Sekundärliteratur zu Voegelin lange Zeit ausgeblendet worden.
Eine Ausnahme bildet Hans Kelsens bereits in den 1950er Jahren verfasste Kritik von Voegelins „Die Neue Wissenschaft der Politik“, von der allerdings nur ein kleiner Teil, innerhalb von Kelsens „Foundations of Democracy“ (1955) zu Lebzeiten erschienen, während die vollständige Kritik erst posthum veröffentlicht wurde.

## Voegelin-Kritik
Eine ausführliche Kritik hat der Rechtsphilosoph Hans Kelsen Voegelins Buch Die Neue Wissenschaft der Politik bereits in den 50er Jahren gewidmet. Darin kritisiert Kelsen die von Voegelin in der „Neuen Wissenschaft der Politik“ entwickelte Theorie der Repräsentation als militaristisch und anti-demokratisch. Sehr detailliert geht Kelsen auch auf Voegelins Gnosis-Theorie ein und weist nach, dass sie auf oft eigenwilligen Interpretationen der dafür angeführten geistesgeschichtlichen Belege beruht. Nach 2000 ist die Kelsen-Voegelin-Debatte erneut Gegenstand der wissenschaftlichen Diskussion geworden.
Gegen Voegelins Bewusstseinsphilosophie ist eingewandt worden, dass sie durch den Rückgriff auf Transzendenzerfahrungen religiöse Voraussetzungen in die Wissenschaft einführt, deren Gültigkeit (naturgemäß) nicht wissenschaftlich nachgewiesen werden kann. Insbesondere hat Voegelin den von ihm unterstellten Zusammenhang eines gestörten Verhältnisses des Menschen zum transzendenten Seinsgrund und politischer Gewalt nirgendwo empirisch nachgewiesen. So war Voegelin beispielsweise der Ansicht, dass im mittelalterlichen, vorreformatorischen Christentum dieses Verhältnis noch richtig verstanden wurde. Aber auch das Mittelalter war mit Ketzerverfolgungen, Kreuzzügen und Judenpogromen durch ein erhebliches Maß an politischer Gewalt geprägt.
Voegelins 1933 erschienene Rasse-Bücher sind von der Voegelin-Forschung lange Zeit ignoriert worden. 2016 wurden sie von dem Philosophen Emmanuel Faye, und 2017 von dem Rassismusforscher Wulf D. Hund, einer eingehenden Analyse unterzogen, letzterer attestiert ihnen einen rassistischen Gehalt. Faye verweist auf enge Bezüge Voegelins zu Ernst Krieck und Alfred Baeumler, die „als die beiden führenden Philosophen des Nationalsozialismus“ galten. Hund führt aus:

„Die Veröffentlichung (von "Rasseidee") erfolgte auf Empfehlung von Alfred Baeumler, bei dem sich Voegelin nicht nur nach einer Publikationsmöglichkeit, sondern auch nach einer Assistentenstelle erkundigt hatte. Baeumler war der gerade nach Berlin berufene Inhaber eines Lehrstuhls für Philosophie und Politische Pädagogik. Er schrieb schon seit 1932 im Völkischen Beobachter, war Anfang 1933 im Eilverfahren in die NSDAP aufgenommen worden und schritt nach seiner Antrittsvorlesung an der Spitze seiner Studenten zur Bücherverbrennung. Publikationsstrategie wie Zukunftsplanung verweisen darauf, daß Voegelin in seinen Ausführungen kein Hindernis für eine Mitarbeit im nationalsozialistischen Wissenschaftsbetrieb sah.“

## Schriften (Auswahl)
- Über die Form des amerikanischen Geistes, Tübingen 1928.
- Rasse und Staat. Mohr Siebeck, Tübingen 1933.
- Die Rassenidee in der Geistesgeschichte von Ray bis Carus. Junker & Dünnhaupt Berlin 1933.
- Der autoritäre Staat, Wien 1936.
- Die politischen Religionen. Bermann Fischer, Stockholm 1939.[22] Neuauflage München 1996.
- The New Science of Politics. An Introduction, Chicago University Press, Chicago 1952.
- Order and History, 5 Bde. Baton Rouge 1956–1987.
- Wissenschaft, Politik und Gnosis, München 1959, englische Übers.: Science, Politics and Gnosticism, Regnery Publishing Inc., Washington DC, 1968.
- Anamnesis. Zur Theorie der Geschichte und Politik, München 1966.
- From Enlightment to Revolution, Durham 1975.
- Autobiographische Reflexionen, Hrsg. von Peter J. Opitz. München 1994.
- Das Volk Gottes. Sektenbewegungen und der Geist der Moderne, München 1994.
- Der Gottesmord. Zur Genese und Gestalt der modernen politischen Gnosis, München 1999.
- Ordnung und Geschichte, 10 Bde. Hrsg. von Dietmar Herz & Peter J. Opitz, München 2001–2005.
  - Band 1: Die kosmologischen Reiche des Alten Orients – Mesopotamien und Ägypten
  - Band 2: Israel und die Offenbarung – Die Geburt der Geschichte
  - Band 3: Israel und die Offenbarung – Mose und die Propheten
  - Band 4: Die Welt der Polis – Gesellschaft, Mythos und Geschichte
  - Band 5: Die Welt der Polis – Vom Mythos zur Philosophie
  - Band 6: Platon
  - Band 7: Aristoteles
  - Band 8: Das Ökumenische Zeitalter – Die Legitimität der Antike
  - Band 9: Das Ökumenische Zeitalter – Weltherrschaft und Philosophie
  - Band 10: Auf der Suche nach Ordnung
- Die Neue Wissenschaft der Politik, München 2004.
- Anamnesis. Zur Theorie von Geschichte und Politik, Freiburg 2005.
- Das Drama des Menschseins, Passagen, Wien 2007, ISBN 978-3-85165-724-1.
- Das Jüngste Gericht Friedrich Nietzsches. Matthes & Seitz, Berlin 2007, ISBN 978-3-88221-887-9.
- Conversations with Eric Voegelin, Mitschrift von vier Vorlesungen in Montreal in den Jahren 1965, 1967, 1970, 1976. Thomas More Institute, Montreal 1980.
- Briefwechsel 1939–1949: Eric Voegelin und Hermann Broch, In: Sinn und Form, Heft 2/2008, S. 149–174.
- Briefwechsel, Eric Voegelin und Karl Löwith, In: Sinn und Form, Heft 6/2007, S. 764–794.
- Realitätsfinsternis. Übers. Dora Fischer-Barnicol, Hrsg. und Nachwort von Peter J.Opitz. Matthes & Seitz, Berlin 2010, ISBN 978-3-88221-696-7.
- Glaube und Wissen. Der Briefwechsel zwischen Eric Voegelin und Leo Strauss von 1934 bis 1964. Hrsg. von Peter J. Opitz; Wilhelm Fink, München 2010, ISBN 978-3-7705-4967-2.
- Luther und Calvin. Die große Verwirrung. Hrsg. von Peter J. Opitz. Wilhelm Fink, München 2011, ISBN 978-3-7705-5159-0.
- Die Natur des Rechts. Übers. und Nachwort Thomas Nawrath. Matthes & Seitz Berlin, Berlin 2012, ISBN 978-3-88221-617-2.
- Was ist Geschichte? Übers. Dora Fischer-Barnicol, Hrsg. und Vorwort von Peter J.Opitz. Matthes & Seitz, Berlin 2015, ISBN 978-3-88221-046-0.
- Angst und Vernunft, aus dem Englischen von Dora Fischer-Barnicol und Helmut Winterholler, hrsg. und mit einem Vorwort von Peter J. Opitz. Matthes & Seitz Berlin, Berlin 2018, ISBN 978-3-95757-639-2.
- Unsterblichkeit, aus dem Englischen von Dora Fischer-Barnicol, hrsg. und mit einem Vorwort von Peter J. Opitz. Matthes & Seitz Berlin, Berlin 2020, ISBN 978-3-95757-875-4.

Rezension
- Die Ursprünge des Totalitarismus, Rezension zu Arendts Totalitarismus-Buch, in: Über den Totalitarismus. Texte Hannah Arendts aus den Jahren 1951 und 1953. S. 33–42. Übers. Ursula Ludz. Hrsg. von Ingeborg Nordmann. HAIT, Dresden 1998, ISBN 3-931648-17-6[23]

The Collected Works of Eric Voegelin
- Volume 1: On the Form of the American Mind, edited by Jürgen Gebhardt and Barry Cooper
- Volume 2: Race and State, edited by Klaus Vondung
- Volume 3: The History of the Race Idea: From Ray to Carus, edited by Klaus Vondung
- Volume 4: The Authoritarian State: An Essay on the Problem of the Austrian State, edited by Gilbert Weiss
- Volume 5: Modernity without Restraint: The Political Religions; The New Science of Politics; and Science, Politics, and Gnosticism, edited by Manfred Henningsen
- Volume 6: Anamnesis: On the Theory of History and Politics, edited by David Walsh
- Volume 7: Published Essays, 1922–1928, Edited by Thomas W. Heilke and John von Heyking
- Volume 8: Published Essays, 1929–1933, edited by Thomas W. Heilke and John von Heyking
- Volume 9: Published Essays, 1934–1939, edited by Thomas W. Heilke
- Volume 10: Published Essays, 1940–1952, edited by Ellis Sandoz
- Volume 11: Published Essays, 1953–1965, edited by Ellis Sandoz
- Volume 12: Published Essays, 1966–1985, edited by Ellis Sandoz
- Volume 13: Selected Book Reviews, edited by Jodi Cockerill and Barry Cooper
- Volume 14: Order and History, Volume I, Israel and Revelation, edited by Maurice P. Hogan
- Volume 15: Order and History, Volume II, The World of the Polis, edited by Athanasios Moulakis
- Volume 16: Order and History, Volume III, Plato and Aristotle, edited by Dante Germino
- Volume 17: Order and History, Volume IV, The Ecumenic Age, edited by Michael Franz
- Volume 18: Order and History, Volume V, In Search of Order, edited by Ellis Sandoz
- Volume 19: History of Political Ideas, Volume I, Hellenism, Rome, and Early Christianity, edited by Athanisios Moulakis
- Volume 20: History of Political Ideas, Volume II, The Middle Ages to Aquinas, edited by Peter von Sivers
- Volume 21: History of Political Ideas, Volume III, The Later Middle Ages, edited by David Walsh
- Volume 22: History of Political Ideas, Volume IV, Renaissance and Reformation, edited by David L. Morse and William M. Thompson
- Volume 23: History of Political Ideas, Volume V, Religion and the Rise of Modernity, edited by James L. Wiser
- Volume 24: History of Political Ideas, Volume VI, Revolution and the New Science, edited by Barry Cooper
- Volume 25: History of Political Ideas, Volume VII, The New Order and Last Orientation, edited by Jürgen Gebhardt and Thomas A. Hollweck
- Volume 26: History of Political Ideas, Volume VIII, Crisis and the Apocalypse of Man, edited by David Walsh
- Volume 27: Nature of the Law and Related Legal Writings, edited by Robert Anthony Pascal, James Lee Babin, and John William Corrington
- Volume 28: What Is History? And Other Late Unpublished Writings, edited by Thomas A. Hollweck and Paul Caringella
- Volume 30: Selected Correspondence, 1950–1984, edited with an introduction by Thomas Hollweck
- Volume 31: Hitler and the Germans, edited by Detlev Clemens and Brendan Purcell
- Volume 32: The Theory of Governance and Other Miscellaneous Papers, 1921–1938, edited by William Petropulos and Gilbert Weiss
- Volume 33: The Drama of Humanity and Other Miscellaneous Papers, 1939–1985, edited by William Petropulos and Gilbert Weiss
- Volume 34: Autobiographical Reflections: Revised Edition, with a Voegelin Glossary and Cumulative Index, edited with introductions by Ellis Sandoz